# André Angot
Pour les articles homonymes, voir Angot.
André Angot, né le 28 avril 1947 à Saint-Sauveur-de-Pierrepont et mort 19 novembre 2001 à Edern, est un homme politique français. Membre du RPR, il est député de la première circonscription du Finistère de 1993 à sa mort.

## Biographie
André Angot est né le 28 avril 1947 à Saint-Sauveur-de-Pierrepont dans la Manche.
Après ses études secondaires, il rejoint les classes préparatoire du lycée Chateaubriand à Rennes puis intègre l'école vétérinaire de Maison-Alfort dont il sort major. Il s'installe à Edern, près de Quimper dans le Finistère.
Il devient successivement maire d'Edern, conseiller général du canton de Briec, puis député de la première circonscription du Finistère qu'il prend au socialiste Bernard Poignant à la faveur de la vague bleue de 1993 et qu'il conserve malgré l'alternance sur le plan national en 1997.
Malade, il meurt le 19 novembre 2001, quelques mois avant le terme de son second mandat de député. Il est remplacé à l'Assemblée nationale par sa suppléante Marcelle Ramonet